# Ротовійка
Ротовійка (Blepharostoma) — рід печіночників родини Blepharostomataceae.
Рід був вперше описаний Бартелемі Шарлем Джозефом Дюмортьє.
Рід має космополітичне поширення.
Види:
Blepharostoma trichophyllum (L.) Dumort.